# Trappe, Maryland
Trappe är en kommun (town) i Talbot County i Maryland. Vid 2020 års folkräkning hade Trappe 1 177 invånare.